# アスターコーポレーション
株式会社アスターコーポレーションは、福岡県北九州市八幡西区に本社を置く、アスタキサンチン製品を主に取り扱っている化粧品、サプリメント等を製造・販売する企業である。
なお、「アスターコーポレーション」という名称の企業は他にも全国に幾つか存在するが、それらとは全く別の企業である。

## 概要
2004年 5月、製薬会社の社長にアスタキサンチンを使った製品を紹介されたのをきっかけに自社開発を決心し設立された。
約2年間の開発期間を経て販売開始した。

## 事業所
- 本社 - 福岡県北九州市八幡西区青山三丁目18番1号-201